# Cuerpo de Ingenieros Agrónomos del Estado
El Cuerpo de Ingenieros Agrónomos del Estado es un cuerpo especial de funcionarios de España, perteneciente a la Administración General del Estado. Está particularmente vinculado al Ministerio de Agricultura, Pesca y Alimentación, y a otras áreas de la Administración en las que tiene un destacado papel, como la Dirección General del Catastro o los Puestos de Inspección Fronteriza (PIF) de Sanidad Vegetal. Tiene también miembros en otros departamentos, en la administración autonómica, en embajadas y en organismos internacionales.  Está clasificado dentro del subgrupo A1 de funcionarios y en la actualidad cuenta con cerca de 330 miembros.

## Historia

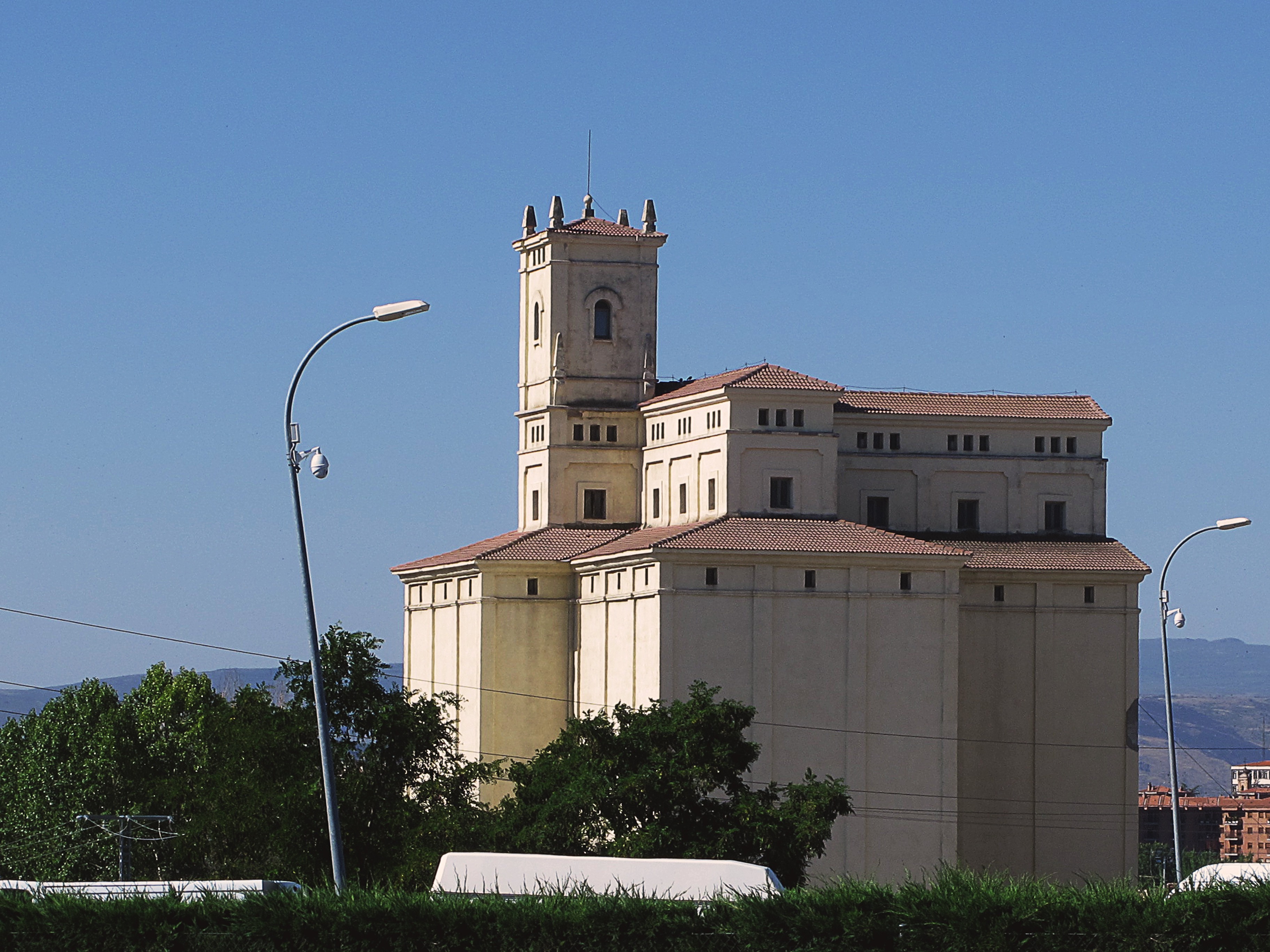
Silo de cereal en Ávila

La historia del Cuerpo está directamente vinculada con la creación de la profesión de Ingeniero Agrónomo. Reinando Isabel II y siendo ministro de Fomento  Manuel Alonso Martínez, se publicó el Real Decreto de 1 de septiembre de 1855 por el que se creaba la Escuela Central de Agricultura en el Real Heredamiento de Aranjuez, momento en el que se establece el origen profesional del ingeniero agrónomo en España.

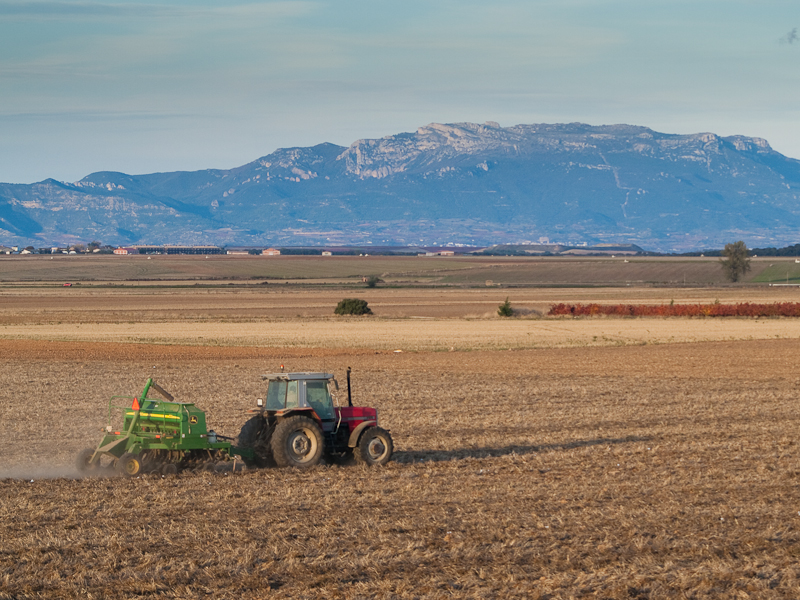
Paisaje agrario de La Rioja

El propio real decreto de creación de la Escuela de Agricultura recogía la preferencia por los ingenieros agrónomos en el desempeño de cargos que requiriesen conocimientos agronómicos, y ese era el objetivo de los titulados que salían de la Escuela. Las primeras promociones se dedicaron a la enseñanza o a tareas en las juntas provinciales de agricultura. Posteriormente, con la finalidad de definir con mayor claridad el rol que jugaban en el ámbito de la administración, se establecieron las bases para la organización del Servicio Agronómico y, en agosto de 1882, se publicó el reglamento orgánico del Cuerpo de Ingenieros Agrónomos, con una importante modificación posterior, en 1887. La especialidad particular de este Cuerpo quedó consagrada en el artículo 1 del citado reglamento orgánico, por el que se le atribuye la "dirección e intervención facultativa en los ramos de la Administración que se relacionan con la agricultura, ganadería e industrias derivadas". 

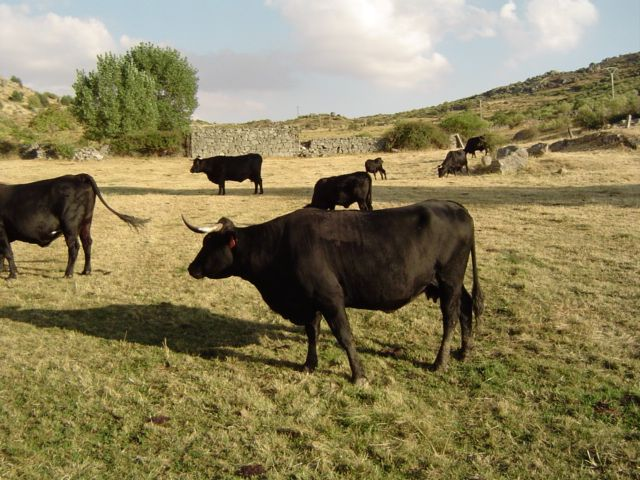
Vacas de raza avileña-negra-ibérica

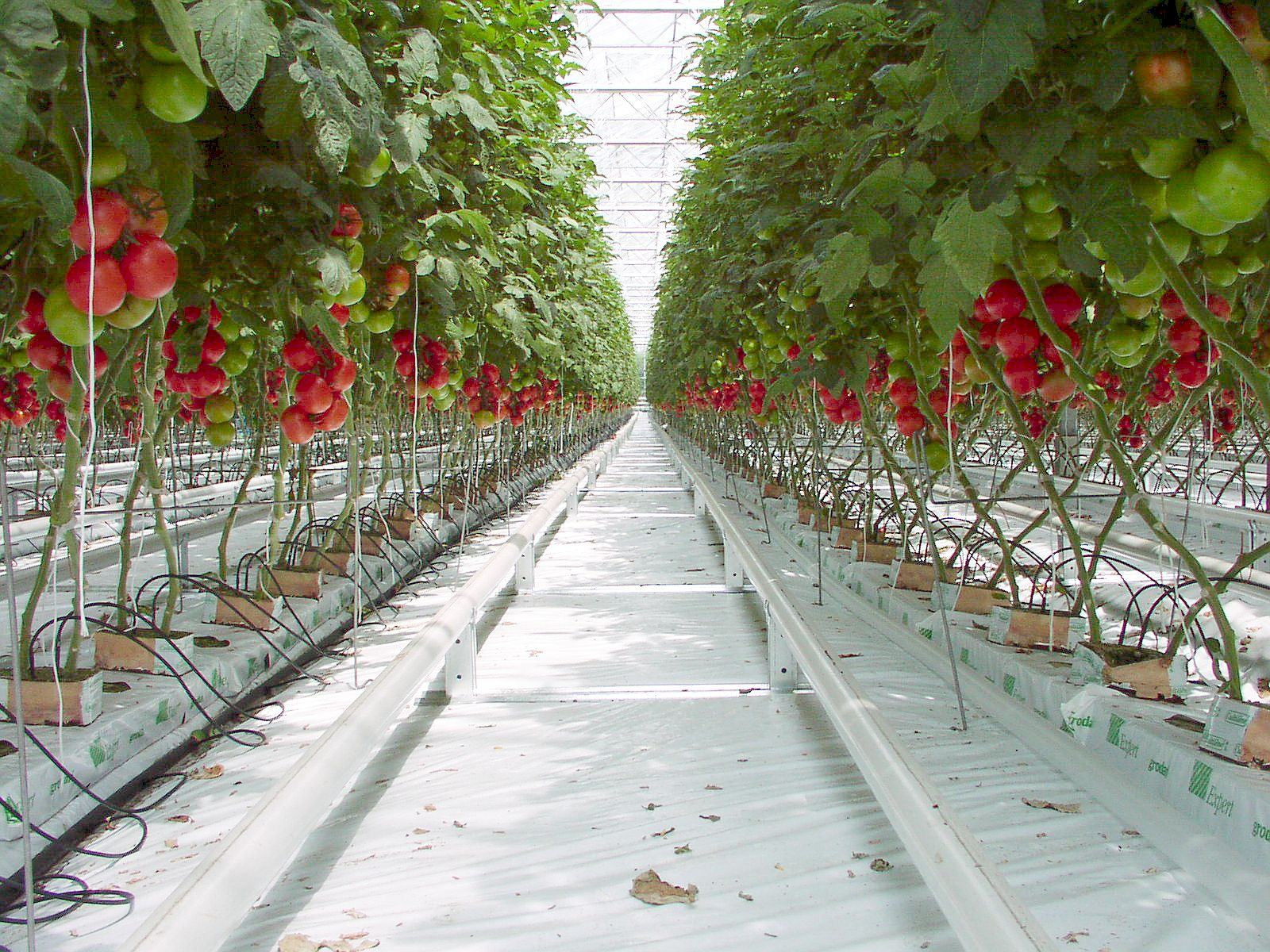
Cultivo de tomate en invernadero

Merece la pena resaltar que, hasta el año 1957, el acceso se realizaba a través de la propia Escuela Técnica, de manera que todos los ingenieros agrónomos titulados procedentes de la Escuela adquirían, además de la titulación de doctores, la condición de funcionarios. En 1957 se cambió el Plan de Estudios y, aunque no se recortó su duración (continuaron siendo 7 años incluyendo un curso de ingreso denominado "iniciación"), las Escuelas Técnicas pasaron a depender del Ministerio de Educación y la obtención del título ya no habilitaba ni la incorporación al Cuerpo, ni la calificación de "doctores". Se fueron sucediendo las promociones y algunos de los egresados eran contratados por el Ministerio de Agricultura como personal laboral y su número fue creciendo hasta que la situación exigió la puesta en marcha del mecanismo de selección más lógico para ingresar en el Cuerpo. Se convocó así la primera oposición en 1975, publicándose la lista de aprobados en 1976. 
También en los primeros 70 se cambió la estructura del Ministerio de Agricultura dando un fuerte impulso a los organismos autónomos, los cuales se dotaron de escalas técnicas propias de cada organismo; escalas que se fusionaron en los años 80 dando lugar a la actual Escala de Técnicos Facultativos Superiores de Organismos Autónomos del MAPA y de Organismos Autónomos del MMA (extinto Ministerio de Medio Ambiente) ya en los años 90.

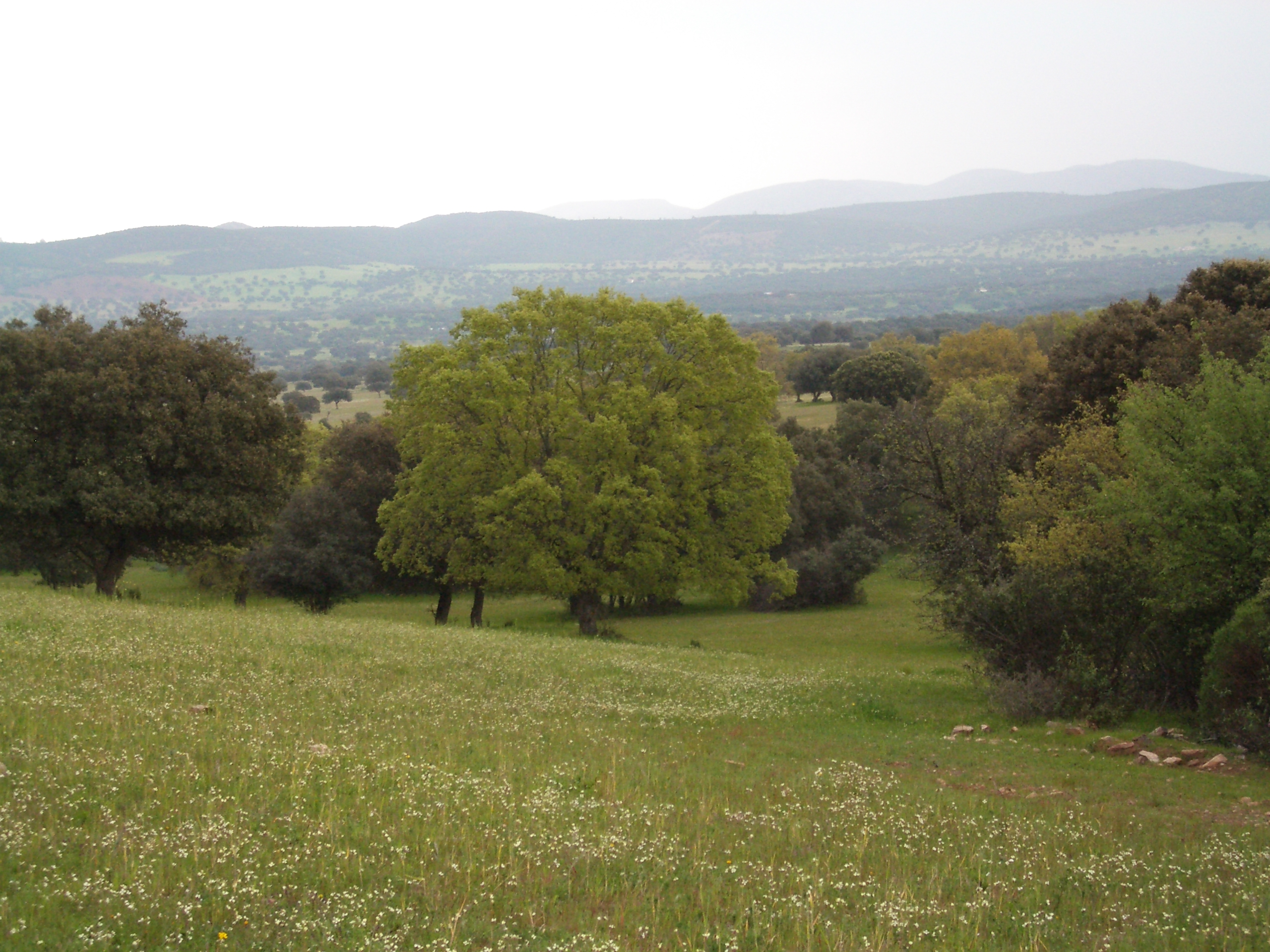
Monte y dehesa en Ciudad Real

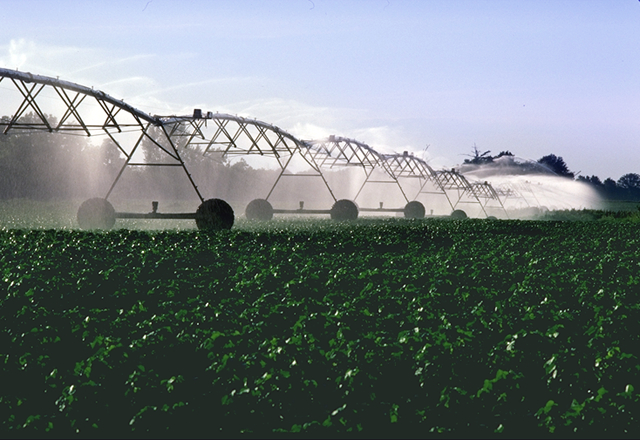
Regadío con pivot

El auge de la ingeniería agronómica, la multiplicación de las escuelas y el desarrollo agrario y alimentario del país hicieron que el número de ingenieros agrónomos y miembros del Cuerpo fuera en aumento, con una influencia constante y creciente en la política agraria de España. Desde su origen, y hasta la actualidad, han venido desarrollando un destacado papel en los planes de actuación pública para garantizar el abastecimiento alimentario, definiendo el territorio para tareas catastrales, modernizando la agricultura a través de la formación de los agricultores, promoviendo la mecanización y la lucha contra plagas y enfermedades de los vegetales, concentrando explotaciones, transformando secanos en regadíos, desarrollando un sistema de seguros agrarios, fomentando la industrialización agroalimentaria, configurando una red de almacenamiento de productos básicos y ordenando y regulando los mercados de productos agrarios, entre otras muchas actuaciones. 
Hay que destacar que, a raíz de la configuración de España en el Estado de las Autonomías y con la consiguiente distribución de competencias entre Administraciones, el servicio prestado por los Ingenieros Agrónomos del Estado se ha enmarcado dentro de los cometidos reservados a la Administración General del Estado por la Constitución de 1978 y que, entre otros, se refieren a las bases de la ordenación general de la economía en relación con la agricultura, la ganadería, la pesca, la defensa de las producciones vegetales y animales, la industrialización agroalimentaria y el desarrollo rural lo que incluye, asimismo, las negociaciones en el exterior y la aplicación en el territorio nacional de la Política Agrícola Común.

## Funciones
El desarrollo y mantenimiento de un potente sistema agroalimentario con garantía de abastecimiento de calidad y seguridad es la misión más destacada de este Cuerpo, que puede concretarse en diferentes aspectos: la producción y el mercado de la ganadería y la agricultura, el fomento y desarrollo de la industria agroalimentaria, aplicación de medidas de desarrollo rural y de diseño y obra de infraestructuras agrarias, control de plagas y enfermedades en vegetales, la certificación y registro de semillas y plantas de vivero, el registro y la homologación de maquinaria, la autorización y registro de fitosanitarios, las negociaciones y seguimiento de las producciones con organismos modificados genéticamente, negociaciones para el fomento de nuestras exportaciones, el desarrollo de sistemas de calidad diferenciada y agricultura ecológica, el seguimiento de la renta agraria y desarrollo de estadísticas agrarias o la implantación y desarrollo de seguros agrarios, entre muchos otros.

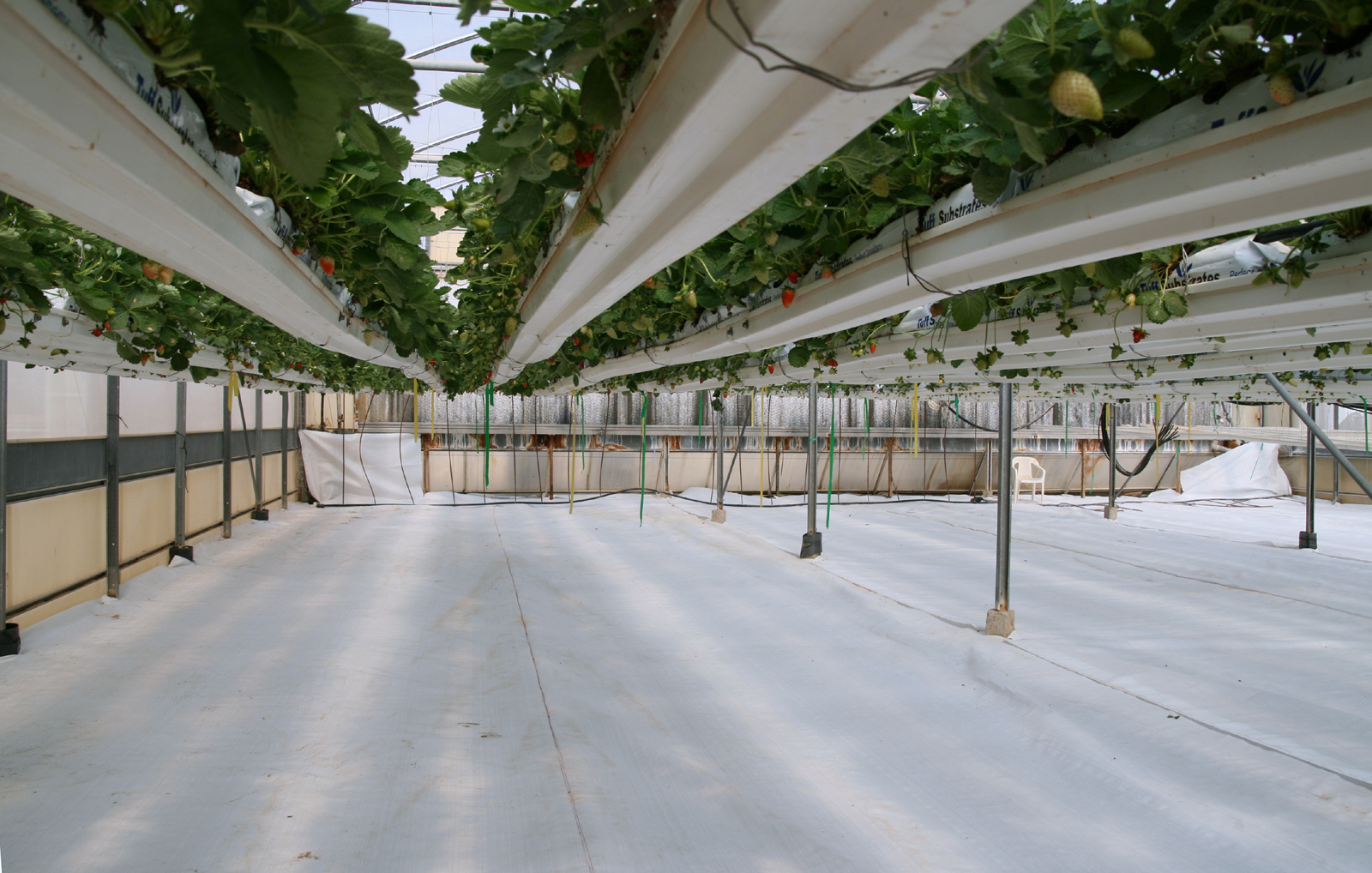
Cultivo hidropónico de fresa

A estas funciones hay que añadir otros casos como la aplicación de las mejoras técnicas para la caracterización del territorio y su identificación a efectos fiscales, la implantación de programas nacionales de innovación tecnológica, basada en los nuevos conocimientos y en los muy diversos campos de apoyo a la actividad agraria y agroindustrial, el desarrollo de medidas en el ámbito de la producción y ordenación de la pesca y del medio ambiente o la presencia en nuestras embajadas en el exterior atendiendo a la evolución de otras agriculturas y al apoyo de nuestras producciones. Todos son ejemplos, entre otros muchos no mencionados, de la necesidad que tiene el propio sistema, y la sociedad a la que sirve, de contar con estos especialistas en el servicio público. 
Hay que señalar, finalmente, que la formación técnica y el desarrollo de estas tareas en otros ámbitos permite contar con la presencia de ingenieros agrónomos en ministerios y organismos internacionales, además del Ministerio de Agricultura, Pesca y Alimentación, que es el Departamento de adscripción de este Cuerpo. Como ejemplos más destacados, tenemos Ingenieros Agrónomos del Estado en el Ministerio para la Transición Ecológica, en el Ministerio de Asuntos Exteriores, Unión Europea y Cooperación, en la Agencia Española de Cooperación Internacional para el Desarrollo (AECID), en el Ministerio de Hacienda, en el Ministerio de Política Territorial y Función Pública y en la Comisión Europea. 

## Ingreso en el Cuerpo

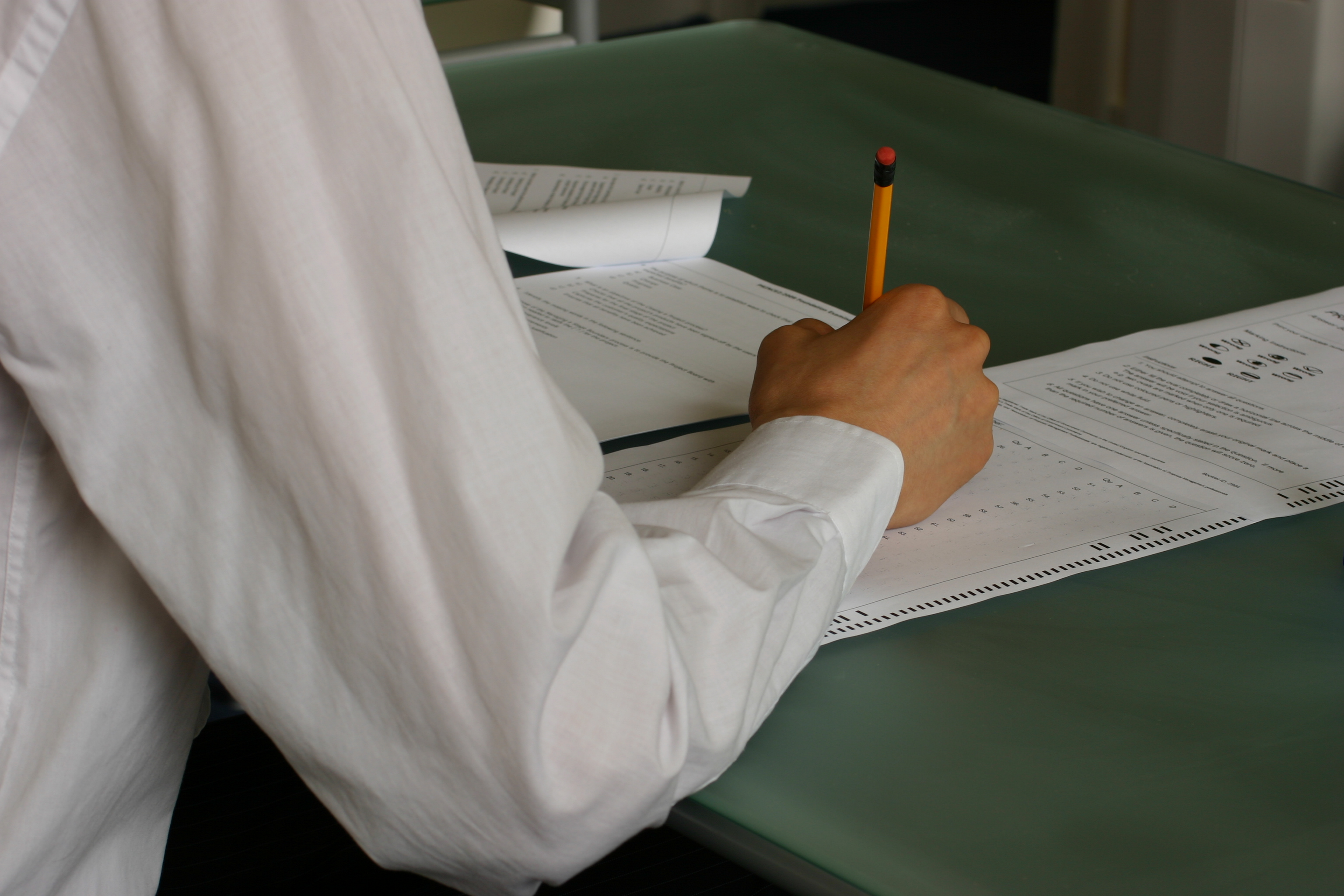

Las convocatorias para acceso al Cuerpo de Ingenieros Agrónomos del Estado se publican en el BOE. La última convocatoria publicada ha sido en el mes de febrero de 2024 (BOE de 13 de febrero), convocando para la provisión de plazas correspondientes a las Ofertas de Empleo Público de 2023, 2022 y de 2021 que quedaron sin cubrir. 
En primer lugar, es requisito necesario estar en posesión del título universitario de Ingeniero Agrónomo o del que habilite para el ejercicio de esta profesión regulada (máster habilitante en Ingeniería Agronómica, según Orden CIN 325/2009 del Ministerio de Ciencia e Innovación - BOE de 13 de febrero de 2009).  Los aspirantes con titulaciones obtenidas en el extranjero deberán acreditar, en su caso, la homologación correspondiente.

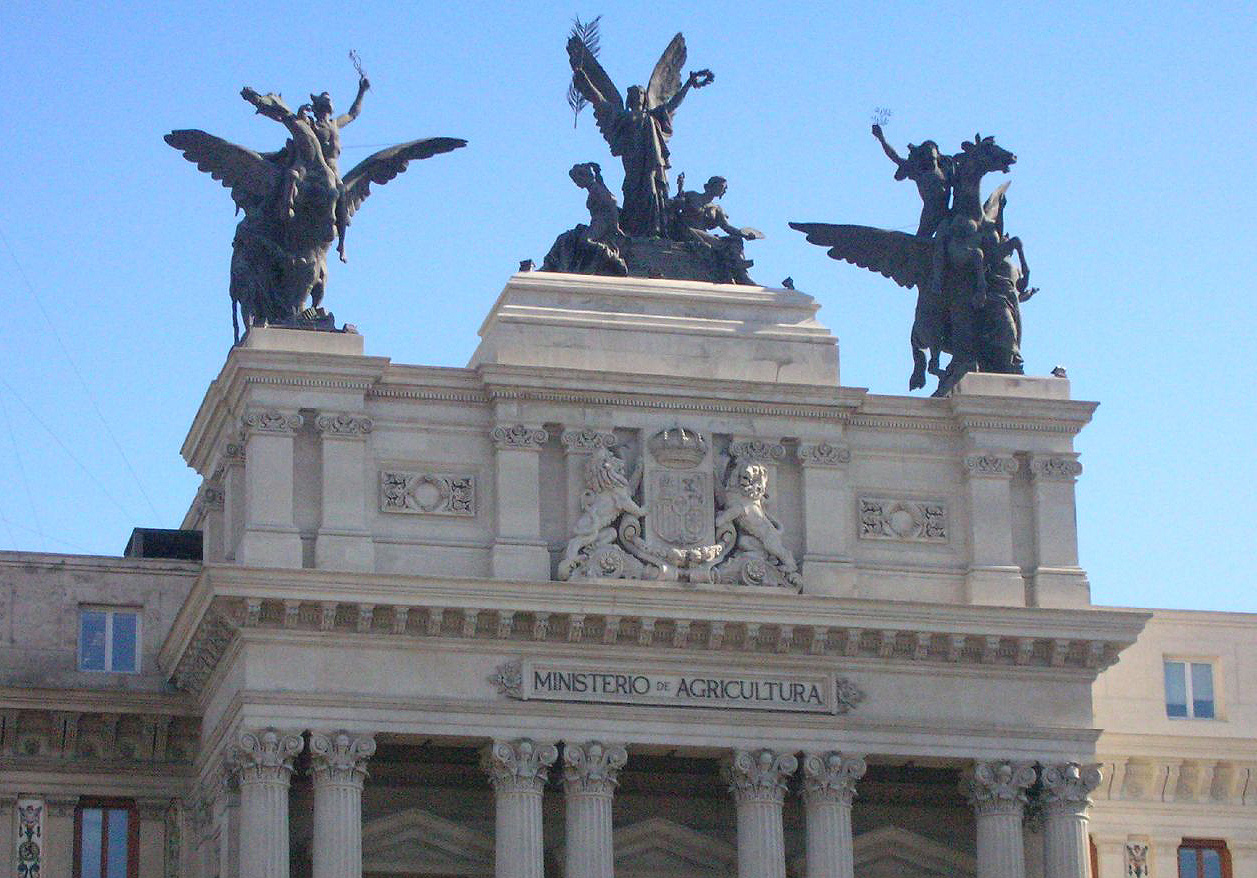

Posteriormente, hay que superar un proceso selectivo consistente en una fase de oposición, con el desarrollo de cuatro ejercicios, de carácter eliminatorio cada uno de ellos, basados en un programa de la oposición de aproximadamente 160 temas.
El primero de los ejercicios consiste en la redacción por escrito de dos temas de carácter general relacionados, pero no coincidentes, con el programa. El segundo ejercicio es de conocimiento escrito y oral del idioma inglés. En la tercera prueba hay que superar la exposición oral de tres temas y la cuarta prueba consiste en un ejercicio práctico.  
Finalmente se realiza un curso selectivo para los aspirantes que hayan superado la fase anterior. Al comenzar este curso ya son nombrados funcionarios en prácticas. 
Existen preparadores y academias que facilitan el aprendizaje para superar las pruebas de acceso.
La última promoción de Ingenieros Agrónomos del Estado (correspondiente a la Oferta de Empleo Público de 2022 y de 2021) ha tomado posesión de sus respectivos destinos en el verano de 2024.